# DN Весов
DN Весов (лат. DN Librae) — одиночная переменная звезда в созвездии Весов на расстоянии (вычисленном из значения параллакса) приблизительно 12084 световых лет (около 3705 парсеков) от Солнца. Видимая звёздная величина звезды — от +15m до +13,5m.

## Характеристики
DN Весов — пульсирующая полуправильная переменная звезда (SR).